# بجعة
البَجَعَة أو الحَوْصَل (الاسم العلمي: Pelecanus)، طائر مائي ضخم يتميز بوجود جيب تحت منقاره. البجعات الحديثة موجودة في كل القارات باستثناء القارة القطبية الجنوبية. ان أنواع طيور البجع ثمانية وكلها طيور مائية تأكل الأسماك، وهي معروفة في جميع مناطق العالم الدافئة.
استخدامات منقار البجع الكبير :
- يعتبر كمخزن طعام لهذه الطيور.
- جرف الأسماك من الماء.

وأما في الجو فتعد هذه الطيور طيوراً رشيقة وهي تستطيع ان تقطع مسافات كبيرة. ولكنها على اليابسة تمشي بطريقة مضحكة جدا، فهي تقفز قفزات متتالية على اقدامها المتشابكة.
طريقة التقاط السمك تختلف من نوع إلى أخر فمثلا :- طيور البجع البيضاء الكبيرة تجتمع وتلتقط الأسماك على شكل مجموعات وتشكل بعض الطيور صفاً لمحاصرة السمك بينما الاخريات تغمس أكياس مناقيرها لالتقاط السمك. اما الطيور البنية الأمريكية فهي تقوم بالغوص كي تلتقط السمك كما ان لديها كيسا صغيرا هو جزء من فمها تستعمله لوضع الطعام أو ما شابه.

## التسمية والتصنيف

### التسمية
يكثر الخلط بين طيور البجع والتم في اللغة العربية، ويظهر هذا الخلط في ترجمة الرقصة المشهورة بحيرة البجع Swan Lake، ورد لفظ البجع مع مقابله العلمي Pelecanus في معجم الحيوان لمؤلفه أمين المعلوف. وللبجع أسماءٌ عديدة: بجع، حوصل، قُوق، سَقَّاء، جمل الماء، كُيّ، أبو شِلْبَة، أبو جِرَاب، أبو قِرْبَة.
كان كارل لينيوس أول من يصف جنس البجع Pelecanus رسميا في كتابه نظام الطبيعة في طبعته العاشرة سنة 1758، إذ حدد خصائصه المميزة: منقار مستقيم نهايته مقوسة، ومناخر مستطيلة، ووجه بدون ريش، وأقدام مكففة. هذا التعريف المبكر شمل طيور البجع والفرقاط والغاق والأطيش. وتأتي التسمية العلمية من الكلمة اليونانية القديمة πελεκάν بيليكان  المشتقة من كلمة πέλεκυς بيليكيس التي تعني «فأس».
 وكانت الكلمة تقال للبجع وتقال أيضا لنقار الخشب في العصر اليوناني الكلاسيكي.

### التصنيف
حدد العالم الفرنسي قسطنطين صموئيل رافينسك الفصيلة البجعية عام 1815. وسميت رتبة البجعيات على طيور البجع. حدثت تغييرات كثيرة عبر التاريخ التصنيفي لهذه الرتبة، إذ كانت الطيور الاستوائية والقاذفات والغاقيات والأخرق والأخبل والفرقاط تصنف تحت رتبة البجعيات سابقًا. أصبحت للطيور الاستوائية رتبة مستقلة، وأصبحت الطيور الأخرى تصنف تحت رتبة الأطيشيات. وفي المقابل نقلت البلشونيات وأبو منجل وأبو ملعقة ورأس المطرقة وأبو مركوب إلى رتبة البجعيات. تظهر البيولوجيا الجزيئية أن الطيرين أبو مركوب ورأس المطرقة ينتميان لمجموعة شقيقة للفصيلة البجعية، لكن العلاقات بينها لا تزال غير محددة بدقة.
|  | الأطيشيات - Suliformes |
|  |                        |

|  | البلشونيات - Ardeidae           |
|  |                                 |
|  | أبو منجليات - Threskiornithidae |
|  |                                 |

|  | \| \| رأس المطرقة - Scopus umbretta \| \| \| \| \| \| أبو مركوب - Balaeniceps rex \| \| \| \| |
|  |                                                                                               |
|  | البجع - Pelecanus                                                                             |
|  |                                                                                               |
|  | رأس المطرقة - Scopus umbretta                                                                 |
|  |                                                                                               |
|  | أبو مركوب - Balaeniceps rex                                                                   |
|  |                                                                                               |

|  | رأس المطرقة - Scopus umbretta |
|  |                               |
|  | أبو مركوب - Balaeniceps rex   |
|  |                               |

|  | البلشونيات - Ardeidae           |
|  |                                 |
|  | أبو منجليات - Threskiornithidae |
|  |                                 |

|  | \| \| رأس المطرقة - Scopus umbretta \| \| \| \| \| \| أبو مركوب - Balaeniceps rex \| \| \| \| |
|  |                                                                                               |
|  | البجع - Pelecanus                                                                             |
|  |                                                                                               |
|  | رأس المطرقة - Scopus umbretta                                                                 |
|  |                                                                                               |
|  | أبو مركوب - Balaeniceps rex                                                                   |
|  |                                                                                               |

|  | رأس المطرقة - Scopus umbretta |
|  |                               |
|  | أبو مركوب - Balaeniceps rex   |
|  |                               |

|  | الأطيشيات - Suliformes |
|  |                        |

|  | البلشونيات - Ardeidae           |
|  |                                 |
|  | أبو منجليات - Threskiornithidae |
|  |                                 |

|  | \| \| رأس المطرقة - Scopus umbretta \| \| \| \| \| \| أبو مركوب - Balaeniceps rex \| \| \| \| |
|  |                                                                                               |
|  | البجع - Pelecanus                                                                             |
|  |                                                                                               |
|  | رأس المطرقة - Scopus umbretta                                                                 |
|  |                                                                                               |
|  | أبو مركوب - Balaeniceps rex                                                                   |
|  |                                                                                               |

|  | رأس المطرقة - Scopus umbretta |
|  |                               |
|  | أبو مركوب - Balaeniceps rex   |
|  |                               |

|  | البلشونيات - Ardeidae           |
|  |                                 |
|  | أبو منجليات - Threskiornithidae |
|  |                                 |

|  | \| \| رأس المطرقة - Scopus umbretta \| \| \| \| \| \| أبو مركوب - Balaeniceps rex \| \| \| \| |
|  |                                                                                               |
|  | البجع - Pelecanus                                                                             |
|  |                                                                                               |
|  | رأس المطرقة - Scopus umbretta                                                                 |
|  |                                                                                               |
|  | أبو مركوب - Balaeniceps rex                                                                   |
|  |                                                                                               |

|  | رأس المطرقة - Scopus umbretta |
|  |                               |
|  | أبو مركوب - Balaeniceps rex   |
|  |                               |

|  | الأطيشيات - Suliformes |
|  |                        |

|  | البلشونيات - Ardeidae           |
|  |                                 |
|  | أبو منجليات - Threskiornithidae |
|  |                                 |

|  | \| \| رأس المطرقة - Scopus umbretta \| \| \| \| \| \| أبو مركوب - Balaeniceps rex \| \| \| \| |
|  |                                                                                               |
|  | البجع - Pelecanus                                                                             |
|  |                                                                                               |
|  | رأس المطرقة - Scopus umbretta                                                                 |
|  |                                                                                               |
|  | أبو مركوب - Balaeniceps rex                                                                   |
|  |                                                                                               |

|  | رأس المطرقة - Scopus umbretta |
|  |                               |
|  | أبو مركوب - Balaeniceps rex   |
|  |                               |

|  | البلشونيات - Ardeidae           |
|  |                                 |
|  | أبو منجليات - Threskiornithidae |
|  |                                 |

|  | \| \| رأس المطرقة - Scopus umbretta \| \| \| \| \| \| أبو مركوب - Balaeniceps rex \| \| \| \| |
|  |                                                                                               |
|  | البجع - Pelecanus                                                                             |
|  |                                                                                               |
|  | رأس المطرقة - Scopus umbretta                                                                 |
|  |                                                                                               |
|  | أبو مركوب - Balaeniceps rex                                                                   |
|  |                                                                                               |

|  | رأس المطرقة - Scopus umbretta |
|  |                               |
|  | أبو مركوب - Balaeniceps rex   |
|  |                               |

|  | الأطيشيات - Suliformes |
|  |                        |

|  | البلشونيات - Ardeidae           |
|  |                                 |
|  | أبو منجليات - Threskiornithidae |
|  |                                 |

|  | \| \| رأس المطرقة - Scopus umbretta \| \| \| \| \| \| أبو مركوب - Balaeniceps rex \| \| \| \| |
|  |                                                                                               |
|  | البجع - Pelecanus                                                                             |
|  |                                                                                               |
|  | رأس المطرقة - Scopus umbretta                                                                 |
|  |                                                                                               |
|  | أبو مركوب - Balaeniceps rex                                                                   |
|  |                                                                                               |

|  | رأس المطرقة - Scopus umbretta |
|  |                               |
|  | أبو مركوب - Balaeniceps rex   |
|  |                               |

|  | البلشونيات - Ardeidae           |
|  |                                 |
|  | أبو منجليات - Threskiornithidae |
|  |                                 |

|  | \| \| رأس المطرقة - Scopus umbretta \| \| \| \| \| \| أبو مركوب - Balaeniceps rex \| \| \| \| |
|  |                                                                                               |
|  | البجع - Pelecanus                                                                             |
|  |                                                                                               |
|  | رأس المطرقة - Scopus umbretta                                                                 |
|  |                                                                                               |
|  | أبو مركوب - Balaeniceps rex                                                                   |
|  |                                                                                               |

|  | رأس المطرقة - Scopus umbretta |
|  |                               |
|  | أبو مركوب - Balaeniceps rex   |
|  |                               |

### الأنواع الحية
كانت أنواع البجع الثمانية تقسم سابقًا إلى مجموعتين، تشمل المجموعة الأولى أربع أنواع تبني أعشاشها على الأرض، بريش أبيض غالب عند البلوغ (البجع الأسترالي و البجع الدالماسي والبجع الأبيض الكبير والبجع الأمريكي الأبيض)، أما المجموعة الثانية فتشمل أربعة أنواع ذات ريش بني أو رمادي، وتبني أعشاشها في الأشجار (البجع الرمادي والوردي الظهر والبني) أو في صخور البحر (البجع البيروفي).
أوضح تسلسل الحمض النووي لجينات الميتوكوندريا والنواة علاقات مختلفة بين أنواع البجع فحدثت تغييرات على تقسيمها، أصبحت المجموعة الأولى تشمل الأنواع الثلاثة لبجع العالم الجديد (نوعي البجع البني والبجع الأمريكي). أما المجموعة الأخرى فتشمل الأنواع الخمسة لبجع العالم القديم، توجد قرابة كبيرة بين البجع الدالماسي والرمادي ووردي الظهر، كما أن البجع الأسترالي أقرب لها من البجع الأبيض الكبير الذي كان أول من انشق عن السلف المشترك لهذه المجموعة. تقترح هذه الدراسات أن البجع تطور في العالم القديم ثم انتقل إلى أمريكا، وأن الاختلاف في موضع الأعشاش لدى الأنواع على الأرض أو في الأشجار يتعلق بالحجم أكثر من تعلقه به الجينات.
| الأنواع الحية لجنس البجع                                    | الأنواع الحية لجنس البجع | الأنواع الحية لجنس البجع | الأنواع الحية لجنس البجع |
| التسمية                                                     | صورة                     | الوصف | التوزع وحالة الحفظ |
| ----------------------------------------------------------- | ------------------------ | --- | --- |
| البجع الأمريكي الأبيض Pelecanus erythrorhynchos غملين، 1789 |                          | الطول من 1.3 إلى 1.8 متر، المسافة بين الجناحين من 2.44 إلى 2.9 متر، الوزن من 5 إلى 9 كيلوغرامات. معظم ريشه أبيض ما عدا ريش أسود على الأجنحة يظهر فقط عند الطيران.                                       | أحادي الصنف. يوجد في أمريكا الشمالية، ويُشَتِّي في المكسيك. غير مهدد بالانقراض.                                                                                       |
| البجع البني Pelecanus occidentalis لينيوس، 1766             |                          | الطول 1.4 متر، المسافة بين الجناحين من 2 إلى 2.3 متر، الوزن من3.6 إلى 4.5 كيلوغرام. أصغر أنواع البجع، يتميز بريش بني، ويصطاد بالغطس في الماء.                                                           | 5 نويعات. تنتشر في السواحل من أمريكا الشمالية والكاريبي إلى شمال أمريكا الجنوبية وجزر غالاباغوس. غير مهددة بالانقراض.                                             |
| البجع البيروفي Pelecanus thagus مولينا، 1782                |                          | الطول 1.52 متر، المسافة بين الجناحين 2.48 متر، الوزن 7 كيلوغرام، مع شريط أبيض أعلى المنقار ويمتد إلى الأسفل على جانبي العنق.                                                                            | أحادي الصنف. يوجد في سواحل المحيط الهادي لأمريكا الجنوبية من الإكوادر والبيرو إلى جنوب تشيلي. قريبة من خطر الانقراض.                                              |
| البجع الأبيض الكبير Pelecanus onocrotalus كارل لينيوس، 1758 |                          | الطول من 1.40 إلى 1.75 متر، المسافة بين الجناحين من 2.45 إلى 2.95 متر، الوزن بين 10 و11 كيلوغرام. ريشه أبيض مع لون وردي على الوجه والساقين.                                                             | أحادي الصنف. توزعه متفرق، من جنوب شرق أوروبا إلى إفريقيا وآسيا. غير مهدة بالانقراض.                                                                               |
| البجع الأسترالي Pelecanus conspicillatus تمينك، 1824        |                          | الطول من 1.6 إلى 1.9 متر، المسافة بين الجناحين من 2.5 إلى 3.4 متر،الوزن من 4 إلى 8.2 كيلوغرام. ريش أبيض غالب مع ريش أجنحة أولي أسود، ومنقار كبير بلون وردي شاحب.                                        | أحادي الصنف. موطنها الرئيسي أستراليا وغينيا الجديدة. ويوجد خارج موطنهاالرئيسي في نيوزيلندا وجزر سليمان وأرخبيل بسمارك وجزر فيجي وجزر والاسيا. غير مهدد بالانقراض. |
| البجع وردي الظهر Pelecanus rufescens غملين، 1789            |                          | الطول من 1.25 إلى 1.32 متر، المسافة بين الجناحين من 2.65 إلى 2.9 متر، الوزن من 3.9 إلى 7 كيلوغرامات. ريشه أبيض ورمادي، وظهره وردي، طرف منقار أصفر، وحوصلة رمادية.                                       | أحادي الصنف. يوجد في إفريقيا، والسيشل، والجنوب الغربي لشبه الجزيرة العربية. غير مهدد بالانقراض. ومنقرض محليا في مدغشقر.                                           |
| البجع الدالماسي Pelecanus crispus بروخ، 1832                |                          | الطول من 1.60 إلى 1.80 متر، المسافة بين الجناحين من 2.70 إلى 3.20 متر، الوزن من 10 إلى 12 كيلوغرام. أكبر أنواع البجع. بختلف عن البجع الأبيض الكبير بريش قفاه المتموج، وساقيه الرماديتين، وريشه الرمادي. | أحادي الصنف. يتوزع من جنوب شرق أوروبا إلى الهند والصين. قريب من خطر الانقراض.                                                                                     |
| البجع الرمادي Pelecanus philippensis غملين، 1789            |                          | الطول من 1.27 إلى 1.52 متر، المسافة بين الجناحين 2.5 متر، الوزن 5 كيلوغرامات. ريش رمادي قريب للأبيض، وقنزع رمادي خلال موسم التزاوج، وردف وردي، وحوصلة مرقطة، وبقع على جانبي المنقار.                    | أحادي الصنف. يوجد في جنوب آسيا من جنوب باكستان مرورا بالهند إلى إندونيسيا. منقرض في الفلبين ومن المحتمل أنه قد انقرض شرق الصين. قريب من خطر الانقراض.             |

### السجل الأحفوري
يبين السجل الأحفوري أن البجع عاش لما لا يقل عن 30 مليون سنة. وجدت أقدم أحفورة مستكشفة في جنوب شرق فرنسا، تنتمي للعصر الروبيلي، وتشبه إلى حد كبير الأنواع الحالية. منقارها كامل تقريبا ويشبه منقار البجع الحالي، ما يظهر أن جهاز التغذي هذا كان موجودا في ذلك الوقت. سميت أحفورة تنتمي للعصر الميوسيني المبكر بالاسم Miopelecanus gracilis على أساس الخصائص المميزة التي تنفرد بها، اقترح لاحقًا إلحاقها لجنس البجع Pelecanus. الأحفورة Protopelicanus التي تنتمي للعصر الإيوسيني المتأخر يمكن أن تكون تابعة لرتبة البجعيات أو الأطيشيات أو ما شابهها من الطيور المائية. توجد شكوك حول صحة ودقة وصف وتسمية البجع المدعو Liptornis المكتشف في باتاغونيا، والذي ينتمي للعصر الميوسيني، فبقاياه أحفورية غير كافية لوصفه بدقة.
تعد الاكتشافات الأحفورية في أمريكا الشمالية قليلة مقارنة بأوروبا. وقد وصفت عدة أنواع للبجع اعتمادا على الأحافير، تشمل هذه الأنواع:
- بجع كاديمركا Pelecanus cadimurka، ريتش وفان تاتس، 1981 (العصر البليوسيني المتأخر، جنوب أستراليا)[35]
- بجع كوتلي Pelecanus cautleyi، ديفيس، 1880 (العصر البليوسيني المبكر، تلال سيوالك، الهند)[34]
- بجع فراس Pelecanus fraasi، ليداكر، 1891 (العصر الميوسيني الأوسط، بافاريا، ألمانيا)[34]
- البجع الهزيل Pelecanus gracilis، ميلن إدواردس، 1863 (العصر الميوسيني المبكر، فرنسا)[34]
- البجع الصياد Pelecanus halieus، ويتمور، 1933 (العصر البيلوسيني المتأخر، آيداهو، الولايات المتحدة) [36]
- البجع الأوسط Pelecanus intermedius، فراس، 1870 (العصر الميوسيني الأوسط، بافاريا، ألمانيا)[34]
- بجع أوديسا Pelecanus odessanus، ويدهام، 1886 (العصر الميوسيني المتأخر، بالقرب من أوديسا، أوكرانيا)[37]
- بجع شرايبر Pelecanus schreiberi، أولسن، 1999 (العصر البليوسيني المتأخر، كارولاينا الشمالية، الولايات المتحدة)[33]
- البجع السيوالكي Pelecanus sivalensis، ديفيس، 1880 (العصر البليوسيني المبكر، تلال سيوالك، الهند)[34]
- بجع تيراري Pelecanus tirarensis، ميلر، 1966 (من العصر الأوليغوسيني المتأخر إلى العصر الميوسيني الأوسط، جنوب أستراليا)[38]

## الوصف

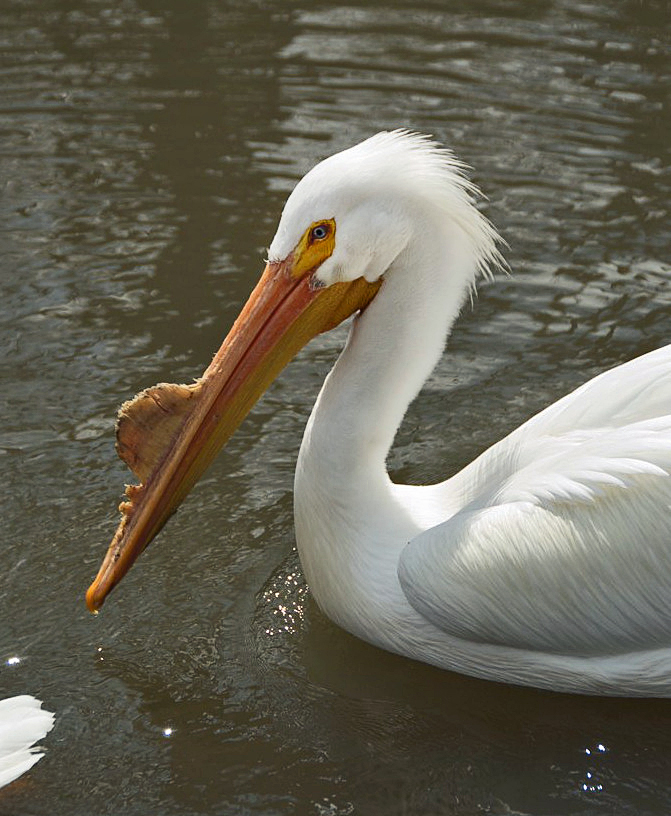
بجع أمريكي أبيض على منقاره نتوء ينمو قبل موسم التزاوج.

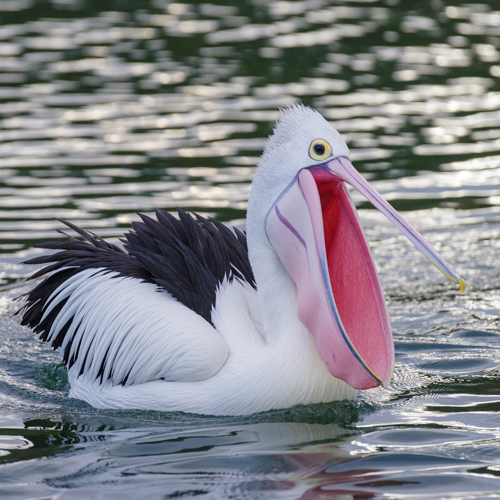
بجعة أسترالية تعرض حوصلتها الكبيرة.

طيور البجع طيور كبيرة لها منقار طويل، يتميز الفك العلوي بطرف مقوس إلى الأسفل، وتتصل حوصلة كبيرة بالفك السفلي، الفرع الضئيل للفك السفلي وعضلات اللسان المرنة تجعل الحوصلة مثل سلة لالتقاط السمك، وماء المطر أحيانًا، ولا يعيق ذلك ابتلاع السمك الكبير فاللسان صغير جدا. للبجع عنق طويل، وسيقان قصيرة وقوية، وأقدام كبيرة ومكففة.
يعد البجع من أثقل الطيور القادرة على الطيران وزنًا، لكنها خفيفة الوزن بالنسبة إلى حجمها الظاهر بسبب الجيوب الهوائية في العظام وتحت الجلد ما يسمح لها بأن تطفو فوق الماء. الذيل صغير ومربع. أجنحتها طويلة وعريضة، تسمح لها بالتحليق عاليا وبالطيران الانزلاقي، وللبجع عدد كبير من ريش الطيران الثانوي، من 30 إلى 35 ريشة.
ذكور البجع أكبر من الإناث عموما، ومناقيرها أطول. النوع الأصغر هو البجع البني، إذ لا يتجاوز وزنه 2.75 كيلوغرام، ولا يتجاوز طوله 1.06 متر، والمسافة بين جناحيه 1.83 متر. أما البجع الدالماسي فيعد النوع الأكبر بوزن يصل إلى 15 كيلوغرام وطول يبلغ 1.83 متر، وتبلغ أقصى مسافة بين جناحيه 3 متر. منقار البجع الأسترالي قد ينمو ليصل طوله إلى 0.5 متر عند الذكر الكبير، وهو المنقار الأطول مقارنة بالطيور الأخرى.
لون ريش البجع فاتح عمومًا باستثناء البجع البني والبيروفي. المنقار والوجه والحوصلة لمختلف أنواع البجع تصبح ألمع قبل بدء موسم التزاوج. الحوصلة عند النويعات الكاليفورنية للبجع البني تصبح حمراء لامعة ثم يتلاشى لونها الأحمر لتصبح صفراء بعد وضع البيوض. أما حوصلة البجع البيروفي فتصبح زرقاء. ينمو نتوء كروي على منقار البجع الأمريكي الأبيض وينفصل عنه بعد أن تضع الإناث بيضها. ريش البجع الصغير أغمق من ريش البجع البالغ. وتكون الفراخ التي فقست بيوضها حديثا وردية وبدون ريش، ثم يصبح لونها رمادي أو أسود بعد 4 إلى 14 يوما، ويصبح لها زغب أبيض أو رمادي.

### الأكياس الهوائية
أظهر تشريح البجعتين البنيتين سنة 1939 أن للبجع شبكة من الأكياس الهوائية تحت الجلد في منطقة الحلق والصدر وتحت الجناحين، وتوجد أيضا في العظام. تتصل الأكياس الهوائية بالمجاري التنفسية للجهاز التنفسي، يمكن للبجع أن يبقيها ممتلئة بغلق حنجرته، لكن الآلية التي تنفخ بها لا تزال غير واضحة. تسمح الأكياس الهوائية بطفو البجع فوق الماء، وقد تخفف أيضا أثر اصطدامه عند غطسه في الماء لالتقاط السمك بعد طيرانه.
الأكياس الهوائية السطحية تساهم في الشكل الخارجي المستدير، خاصةً البطن، إذ تساهم في الحفاظ على شكله بالرغم من التغيرات في حجم وموضع الأحشاء، من أجل عزل حراري أفضل للريش الذي يعلوها، وأيضًا من أجل الحفاظ على الريش في وضع جيد للديناميكا الهوائية.